# Reunión Baldwin-Kennedy
La reunión Baldwin-Kennedy del 24 de mayo de 1963 fue un intento de mejorar las relaciones raciales en los Estados Unidos. El fiscal general Robert F. Kennedy invitó al novelista James Baldwin, junto con un gran grupo de líderes culturales, a reunirse con Kennedy en un apartamento de la ciudad de Nueva York. La reunión se volvió antagónica y el grupo no llegó a ningún consenso. La delegación negra en general consideró que Kennedy no comprendía la magnitud del racismo en Estados Unidos. En última instancia, la reunión demostró la urgencia de la situación racial y fue un punto de inflexión positivo en la actitud de Kennedy hacia el movimiento por los derechos civiles.

## Antecedentes
Después de abolir formalmente la esclavitud, Estados Unidos mantuvo una sociedad racista a través de las leyes Jim Crow y otras formas de desigualdad sistémica. Este racismo se hizo cada vez más evidente debido a muchos casos muy publicitados de brutalidad policial contra acciones directas no violentas.
Como la campaña y los disturbios de Birmingham de 1963 atrajeron la atención negativa hacia el racismo urbano en los Estados Unidos, Robert Kennedy quería evitar que se produjeran disturbios similares en las ciudades del norte. Según se informa, Baldwin ya estaba en contacto con Kennedy sobre el tema de Birmingham, pidiendo una investigación sobre el papel del FBI y otras agencias federales.
Baldwin, que ya era un novelista popular, había ganado recientemente fama adicional en virtud de The Fire Next Time, un libro de dos ensayos que instaban a actuar contra el racismo en Estados Unidos. Baldwin se había convertido en un afroestadounidense célebre y Kennedy lo buscó para pedirle consejo sobre cómo mejorar las relaciones raciales. Kennedy conoció a Baldwin en 1962 en una cena del Premio Nobel y brevemente en mayo de 1963 en Hickory Hill. Acordaron reunirse nuevamente con un grupo de líderes culturales reunidos por Baldwin.

## Reunión
Según Clarence Benjamin Jones, asesor de Martin Luther King y participante en la reunión final, en mayo de 1963, el fiscal general Robert Kennedy le pidió al novelista James Baldwin que organizara una «reunión silenciosa, extraoficial y sin publicidad de negros prominentes» para discutir el estado de las relaciones raciales. La reunión tuvo lugar en un apartamento propiedad de la familia Kennedy en el 24 de Central Park South en la ciudad de Nueva York.
Para reunirse con Kennedy y su asistente Burke Marshall, Baldwin llevó a:
- David Baldwin, hermano de James Baldwin.
- Harry Belafonte, cantante y activista.
- Edwin C. Berry, director de la Liga Urbana de Chicago.
- Kenneth Clark, psicólogo, activista y fundador de Harlem Youth Opportunities Unlimited.
- June Shagaloff, Directora de Educación de la NAACP (asistió en «calidad no oficial»).
- Lorraine Hansberry, dramaturga mejor conocida por A Raisin in the Sun (1959).
- Lena Horne, música, actriz y activista.
- Clarence Benjamin Jones, asesor del reverendo Dr. Martin Luther King y abogado de derechos civiles.
- Jerome Smith, Freedom Rider asociado con el Congreso de Igualdad Racial (CORE).
- Rip Torn, un joven actor blanco.[9]

Jerome Smith era un joven negro defensor de los derechos civiles que había sido golpeado y encarcelado en Misisipi. Edwin Berry lo trajo consigo, y su historia no fue conocida por Robert Kennedy ni por la mayoría de los asistentes. A medida que la reunión comenzaba y Kennedy empezó a relatar cómo el Departamento de Justicia había estado apoyando el movimiento por los derechos civiles, Smith de repente comenzó a llorar «como si acabara de rememorar un recuerdo traumático» y dijo: «Los he visto a ustedes [refiriéndose al Departamento de Justicia] parados y sin hacer nada más que tomar notas mientras nos golpean». El ambiente rápidamente se volvió tenso. Smith, Baldwin dijo más tarde:
marcó el tono de la reunión porque tartamudea cuando está molesto y tartamudeaba cuando habló con Bobby y dijo que le daba náuseas la necesidad de estar en esa habitación. Yo sabía lo que quería decir. No fue nada personal. ... Bobby lo tomó como algo personal. Bobby lo tomó como algo personal y se alejó de él. Eso fue un error porque se giró hacia nosotros. Éramos los representantes razonables, responsables y maduros de la comunidad negra. Lorraine Hansberry dijo: «Hay muchísima gente muy competente en esta sala, señor fiscal general. Pero el único hombre al que hay que escuchar es a ese hombre de allá».
Kennedy y Smith comenzaron a discutir. Kennedy quedó particularmente sorprendido cuando Smith dijo que «nunca, nunca, nunca» se uniría al ejército para luchar contra Cuba por Estados Unidos. El grupo reunido consideró, en general, que Kennedy no comprendía la profundidad del problema en cuestión.
En Sighted Eyes / Feeling Heart un documental sobre Lorraine Hansberry que se emitió en la serie de PBS American Masters en 2018, Harry Belafonte recordó que en este punto Smith «desnudó su alma y todo su dolor y luego dijo muy agresivamente 'Déjenme decirles algo, en medio de nuestra opresión esperan encontrarnos yendo vertiginosamente a pelear una guerra (es decir, Vietnam) que es su guerra, que es injusta, inequitativa y tan deshonrosa que debería avergonzarlos. No tomaría un arma para pelear por este país. Moriría primero'».
Hansberry le dijo a Kennedy: «Mira, si tú no puedes entender lo que dice este joven, entonces no tenemos ninguna esperanza, porque tú y tu hermano representan lo mejor que un Estados Unidos blanco puede ofrecer; y si tú eres insensible a esto, entonces no nos queda otra alternativa que salir a la calle... y el caos». Según el historiador Arthur M. Schlesinger, «ella habló descontroladamente sobre dar armas a los negros en la calle para que pudieran empezar a matar a los blancos». Jerome Smith le dijo a Kennedy: «Estoy cerca del momento en que estoy listo para tomar un arma».
Kennedy dijo que su familia, inmigrantes de Irlanda, habían sufrido discriminación al llegar a Estados Unidos, pero pudieron superar sus dificultades para alcanzar el éxito político, y que Estados Unidos podría tener un presidente negro en unos 40 años. David Baldwin hizo notar que su propia familia había estado en el país mucho más tiempo que la de Kennedy, pero que apenas se les había permitido salir de la pobreza. Kennedy dijo más tarde: «Parecían poseídos. Reaccionaron como una unidad. Era imposible establecer contacto con ninguno de ellos».
La reunión terminó después de dos horas y media o tres horas, cuando Hansberry salió y la mayoría de los demás la siguieron.
Aunque se anunció que era extraoficial, los detalles de la reunión fueron relatados unas semanas más tarde en The New York Times en un artículo de James Reston sobre el enfoque de la administración Kennedy respecto de las relaciones raciales. El resumen de Reston proporciona únicamente la perspectiva de Robert Kennedy sobre la reunión, ofreciendo su evaluación de que el problema era de «líderes militantes negros y blancos» y afirmando que el fiscal general «aparentemente tiene poca fe en los líderes moderados más tranquilos de ambas razas».
Como Clarence Jones asistió como abogado en representación de Martin Luther King a la reunión, refutó firmemente el relato de Reston sobre la reunión y emitió una carta detallada de cuatro páginas al editor de The New York Times, con copia a Robert Kennedy, proporcionando su evaluación alternativa de la reunión. Cuestionando directamente la percepción dada en la cobertura de Reston de la reunión, de que «un abogado del Dr. King había permanecido en silencio durante toda la reunión (lo que implica que, como 'moderado', dicho abogado se sintió intimidado y no pudo hablar)», Jones resumió cuatro áreas de discusión en las que había interactuado activamente con el fiscal general durante la reunión.
En concreto, Jones señaló que había solicitado que el presidente acompañara personalmente a los estudiantes de la Universidad de Alabama como una forma de ayudar a asegurar una integración exitosa. Dirigió la atención del fiscal general al nombramiento de ciertos jueces por parte de su administración que, en opinión de Jones, «habían manifestado abierta y abiertamente, antes de su nombramiento, sus flagrantes posturas segregacionistas». Planteó la idea de que el presidente pronunciara una serie de discursos televisados sobre la eliminación de la segregación y la discriminación. Por último, participó en el debate sobre el papel y la eficacia de algunos agentes blancos del FBI del Sur en casos de derechos civiles.

## Secuelas
A pesar de sentirse emocionados y abrumados después de la reunión, Baldwin y Clark llegaron (media hora tarde) a WGBH, donde Clark entrevistó a Baldwin en cinta.
«Nos quedamos un poco sorprendidos por el grado de su ingenuidad», dijo Baldwin. «Le dijimos que, si bien la administración Kennedy ha hecho algunas cosas que la administración Eisenhower nunca hizo, sus acciones aún no han afectado a las masas negras».
Después de la reunión, Robert Kennedy ordenó al director del FBI, J. Edgar Hoover, que aumentara la vigilancia de Baldwin e interviniera el teléfono fijo de Jones. Un memorando emitido cuatro días después de la reunión solicitaba al FBI que presentara información, «particularmente de carácter despectivo». Un informe posterior calificó a Baldwin de «pervertido» y «comunista». El actor Rip Torn descubrió que también lo habían puesto bajo vigilancia después de la reunión. Baldwin también dice que sufrió represalias por parte del Departamento de Estado, incluida la interferencia con su pasaporte.
Harry Belafonte recordó que Martin Luther King lo llamó al día siguiente preguntándole los detalles de la reunión. Cuando Belafonte describió el «desastre» y las «palabras de lucha» de Jerome Smith, King dijo: «Tal vez sea justo lo que Bobby necesitaba oír».
Jones recordó que Martin Luther King dijo poco después del altercado: «Parece que el fiscal general de Estados Unidos te considera un negro arrogante. Pero no importa. Todavía te queremos. Eres nuestro negro arrogante».
A su biógrafo, Arthur Schlesinger, Kennedy le dijo («su voz llena de desesperación»):
No conocen las leyes, no conocen los hechos, no saben qué hemos estado haciendo ni qué intentamos hacer. No se les puede hablar como a Martin Luther King o Roy Wilkins. No querían hablar así. Todo era emoción, histeria: se pusieron de pie y despotricaron, maldijeron, algunos lloraron y abandonaron la sala.
Sin embargo, Schlesinger y otros describen el momento como un punto de inflexión a largo plazo en la actitud de RFK hacia la lucha de liberación negra. Menos de un mes después, el presidente Kennedy pronunció su histórico discurso sobre los derechos civiles. Robert F. Kennedy fue el único asesor de la Casa Blanca que alentó activamente a su hermano a pronunciar el discurso en el que el presidente propuso públicamente la legislación que se convertiría en la Ley de Derechos Civiles de 1964. Al retomar el tema del servicio militar, Robert Kennedy preguntó posteriormente al Comité Judicial del Senado: «¿Hasta cuándo podremos decirle a un negro en Jackson: 'Cuando llegue la guerra serás ciudadano estadounidense, pero mientras tanto eres ciudadano de Misisipi y no podemos ayudarte'?».